# 愛爾蘭高等法院
愛爾蘭高等法院根據《愛爾蘭憲法》第34條設立，為愛爾蘭共和國的高等法院，主要負責審訊重大民事、刑事案件，審訊刑事罪件時稱中央刑事法庭（英語：Central Criminal Court），審判由法官及陪審團陪同。
和愛爾蘭最高法院不同的是，愛爾蘭高等法院既是初審法院又是上訴法院。對巡迴法院或地區法院判決不服者，可向高等法院提出上訴；而極嚴重罪案（如叛國罪同貪污罪）將直接在高等法院提起公訴。對高等法院判決不服者，則上訴至最高法院。
愛爾蘭高等法院設於首都都柏林的四法院。